# Галеш (Сібіу)
Галеш (рум. Galeș) — село у повіті Сібіу в Румунії. Адміністративно підпорядковане місту Селіште.
Село розташоване на відстані 231 км на північний захід від Бухареста, 21 км на захід від Сібіу, 110 км на південь від Клуж-Напоки, 136 км на захід від Брашова.

## Населення
За даними перепису населення 2002 року у селі проживала 331 особа, з них 330 осіб (99,7%) румунів. Усі жителі села рідною мовою назвали румунську.